# Чернець (Румунія)
Чернець, Чернеці (рум. Cerneți) — село у повіті Мехедінць в Румунії. Входить до складу комуни Шиміан.
Село розташоване на відстані 269 км на захід від Бухареста, 3 км на схід від Дробета-Турну-Северина, 94 км на захід від Крайови.

## Населення
За даними перепису населення 2002 року у селі проживали 3418 осіб, з них 3416 осіб (99,9%) румунів. Усі жителі села рідною мовою назвали румунську.

## Видатні уродженці
- Димітріє Греческу — румунський вчений, ботанік, лікар.